# 法里德甘傑烏帕齊拉
法里德甘傑乌帕齐拉是孟加拉国吉大港縣的一个乌帕齐拉，位於吉大港专区的堅德布爾縣。。

## 人口
據1991年孟加拉國人口普查，法里德甘傑共有戶數62331戶，人口348281人。其中男性佔比49.69%，女性佔比50.31%；成年人口160,438人。該地7歲以上人口之平均識字率為41.2%。